# Sertularella japonica
Sertularella japonica is een hydroïdpoliep uit de familie Sertulariidae. De poliep komt uit het geslacht Sertularella. Sertularella japonica werd in 1926 voor het eerst wetenschappelijk beschreven door Stechow. 